# سرگئی کوپیلوف
سرگئی کوپیلوف (روسی: Серге́й Владимирович Копылов؛ زادهٔ ۲۹ ژوئیهٔ ۱۹۶۰) دوچرخه‌سوار اهل اتحاد جماهیر سوسیالیستی شوروی است.
وی در مسابقات کشوری و بین‌المللی در مجموع برندهٔ ۱ مدال برنز شده‌است.